# Synagoge Kirrweiler (Pfalz)
Die Synagoge in Kirrweiler (Pfalz), einer Ortsgemeinde im Landkreis Südliche Weinstraße in Rheinland-Pfalz, wurde 1766 errichtet und 1830 erweitert. Die profanierte Synagoge an der Schloßstraße 1 ist ein geschütztes Kulturdenkmal.

## Geschichte
Nachdem Anfang des 20. Jahrhunderts die Mitgliederzahl der jüdischen Gemeinde Kirrweiler stark zurückgegangen war, wurde die jüdische Gemeinde 1916 aufgelöst und das Grundstück mit Synagoge und jüdischer Schule 1917 verkauft.
Der Bruchsteinbau mit Rundbogenfenstern wurde nun als Abstellraum und Schreinerei genutzt. Im Jahr 1986 wurde im Synagogengebäude eine Wohnung eingerichtet.